# Carlsbad North
Carlsbad North és una concentració de població designada pel cens dels Estats Units a l'estat de Nou Mèxic. Segons el cens del 2000 tenia 1.245 habitants.

## Demografia
Segons el cens del 2000, Carlsbad North tenia 1.245 habitants, 484 habitatges, i 377 famílies. La densitat de població era de 329,2 habitants per km².
Dels 484 habitatges en un 31,2% hi vivien nens de menys de 18 anys, en un 69,4% hi vivien parelles casades, en un 5,4% dones solteres, i en un 22,1% no eren unitats familiars. En el 20,5% dels habitatges hi vivien persones soles el 8,3% de les quals corresponia a persones de 65 anys o més que vivien soles. El nombre mitjà de persones vivint en cada habitatge era de 2,57 i el nombre mitjà de persones que vivien en cada família era de 2,97.
Per edats la població es repartia de la següent manera: un 26,3% tenia menys de 18 anys, un 5,2% entre 18 i 24, un 21,4% entre 25 i 44, un 31% de 45 a 60 i un 16% 65 anys o més.
L'edat mediana era de 44 anys. Per cada 100 dones de 18 o més anys hi havia 100,7 homes.
La renda mediana per habitatge era de 52.361 $ i la renda mediana per família de 69.135 $. Els homes tenien una renda mediana de 51.250 $ mentre que les dones 28.125 $. La renda per capita de la població era de 27.192 $. Aproximadament el 2,9% de les famílies i el 3,6% de la població estaven per davall del llindar de pobresa.

## Poblacions més properes
El següent diagrama mostra les poblacions més properes.